# Heinrich Gerhardt
Heinrich Gerhardt est un sculpteur allemand, né le 23 août 1823 à Cassel où il est mort le 24 octobre 1915.

## Biographie

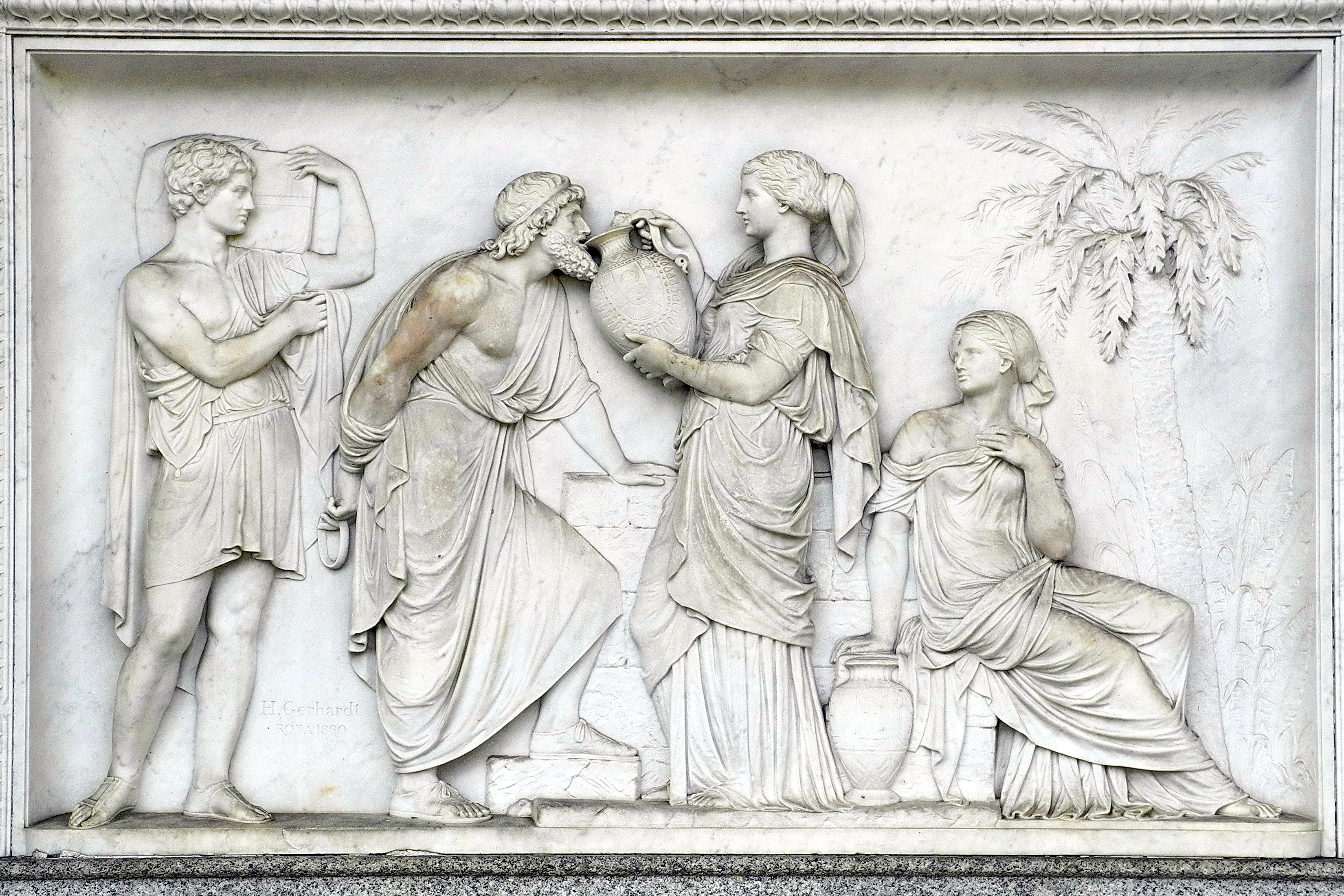
Relief de la fontaine Rébecca à Zurich, créé en 1880
.

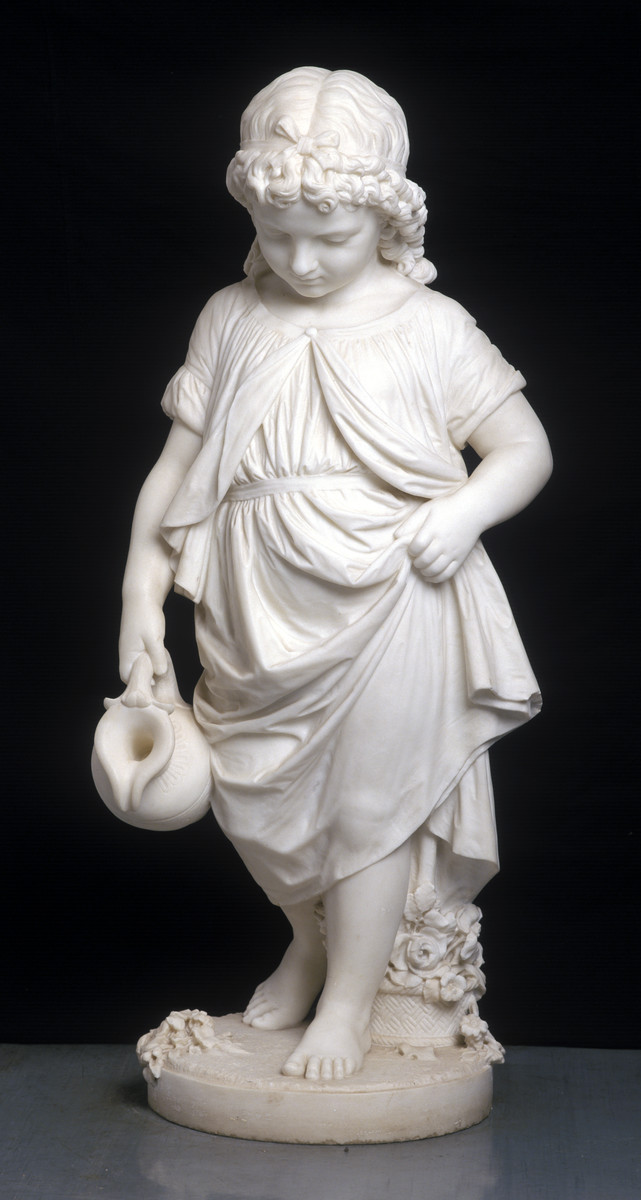
Fille à la cruche (1879).

Heinrich Gerhardt est fils d'un jardinier. Il devait initialement embrasser la profession de son père, mais après avoir fréquenté une école professionnelle, il suit une formation de sculpteur à l'Académie des arts de Kassel. Il accompagne son professeur Johann Werner Henschel (de) à Rome, qu'ils atteignent le 24 décembre 1844. Jusqu'en 1815, peu de temps avant sa mort, il séjourne dans la « Ville éternelle » en tant que Romain allemand. Comme beaucoup d'autres germanophones, il rejoint le cercle artistique autour de Johann Christian Reinhart. Après la mort de Henschel en 1850, il emménage dans son appartement et son atelier au deuxième étage de la maison situé Passeggiata di Ripetta 34/35, qu'il utilise avec les peintres Heinrich Dreber et Friedrich Gunkel (de) et le sculpteur Gustav Kaupert (de). Il se lie notamment d'amitié avec Arnold Böcklin, Paul Heyse, Friedrich Preller le Jeune et Emil Gottlieb Schuback. Dans les années 1850, il reçoit le soutien de l'Académie de Kassel. Sa situation économique s'améliore lorsqu'il reçoit une commande plus importante de la grande-duchesse russe Marie Nikolaïevna de Russie en 1860.
En 1845, Heinrich Gerhardt est l'un des fondateurs de l'Association des artistes allemands, dont il est à plusieurs reprises président. En 1889, il en devient président d'honneur. En 1895, il est accepté comme membre de l'Accademia di San Luca. La même année, il reçoit le titre prussien de professeur après avoir été nommé par l'Académie de Berlin en 1893 comme son représentant romain et conservateur des boursiers d'État. Il s'est également fait connaître en tant que conservateur de la Serpentara, la chênaie près d'Olevano Romano, qui appartenait à l'Empire allemand. Gerhardt y fut le constructeur d'un petit refuge qui, sous le nom de Villa Serpentara, qu'il habitait et qui est utilisé par les boursiers de l'Académie allemande de Rome, Villa Massimo, comme lieu de séjour et de travail.

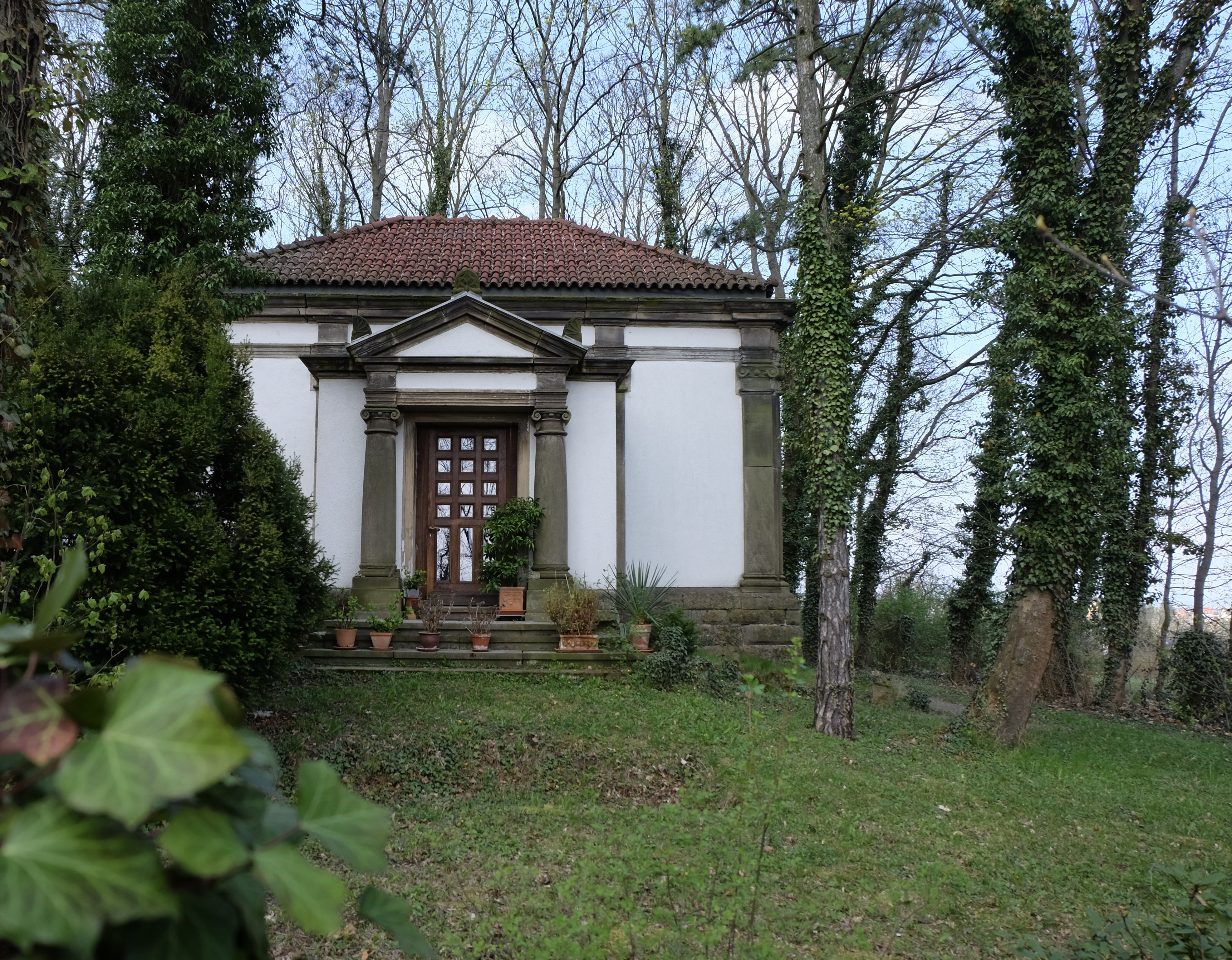
L'atelier de l'artiste à Kassel sur le Rammelsberg

Gerhardt a créé un certain nombre d'œuvres dans le style du néo-classicisme, dont la plupart se trouvent à Cassel, soit sous forme d'originaux, soit de moulages ou copies. Il revient à Cassel lorsque l'entrée de l'Italie dans la Première Guerre mondiale en 1915 l'oblige à quitter sa patrie romaine. En 1904-05, son neveu construit pour le vieil artiste un atelier et une maison dans le quartier de Wahlershausen à Cassel, qui existent toujours.